# Leisure
Leisure és l'àlbum de Blur llançat mitjançant la discogràfica Food Records l'any 1991.

## Llista de cançons
1. She's So High
2. Bang
3. Slow Down
4. Repetition
5. Bad Day
6. Sing
7. There's No Other Way
8. Fool
9. Come Together
10. High Cool
11. Birthday
12. Wear Me Down

Les cançons més notables d'aquest CD són els exits "She's So High" i "There's No Other Way" i també "Sing" (que també apareix en la banda sonora de Trainspotting).